# Война Тимура с Тохтамышем
Война Тимура с Тохтамышем (1388—1395) — вооружённый конфликт XIV века. Битвы, прошедшие в 1391 и 1395 годах, оказали колоссальное влияние на дальнейший ход истории всего Евразийского континента. Практически все историки отмечают, что удар Тимура для Золотой Орды был роковым.

## Предыстория
В 1359—1380 годах в Золотой Орде была, выражаясь словами русских летописей, «Великая Замятня»: на золотоордынском престоле сменилось более 20 ханов, а многие улусы попытались стать независимыми. В 1370-х годах возвысился хан Сырдарьинского улуса Урус-хан. Пришедший в это время к власти в Чагатайском улусе эмир Тимур, опасаясь усиления Урус-хана, в пику ему поддержал другого претендента — Тохтамыша.
Первая помощь была оказана в начале 1376 года, когда с помощью войск Тимура и на его средства Тохтамыш овладел Сабраном и Сыгнаком, но был разбит сыном Урус-хана.
Вторая помощь была оказана в 1377 году, когда с помощью войск Тимура и на его средства Тохтамыш вновь утвердился на Сырдарье, но был разбит другим сыном Урус-хана, был ранен и был спасён родственником Тимура Идику барласом, который привёл его в Бухару к Тимуру, который приказал его вылечить. Урус-хан требовал выдачи Тохтамыша, но Тимур не выдал друга.
Урус несколько раз полностью разбивал Тохтамыша, но тому каждый раз удавалось бежать к Тимуру, который вновь давал ему армию. Однако Урус неожиданно умер. В 1379 году Тохтамыш был провозглашён ханом в присырдарьинских землях и после Куликовской битвы Тохтамыш, при помощи Тимура, наконец овладел престолом объединённой Золотой Орды. В 1382 году Тохтамыш разорил Москву, после чего счёл себя достаточно сильным для того, чтобы выступить против своего бывшего покровителя.

## Ход событий

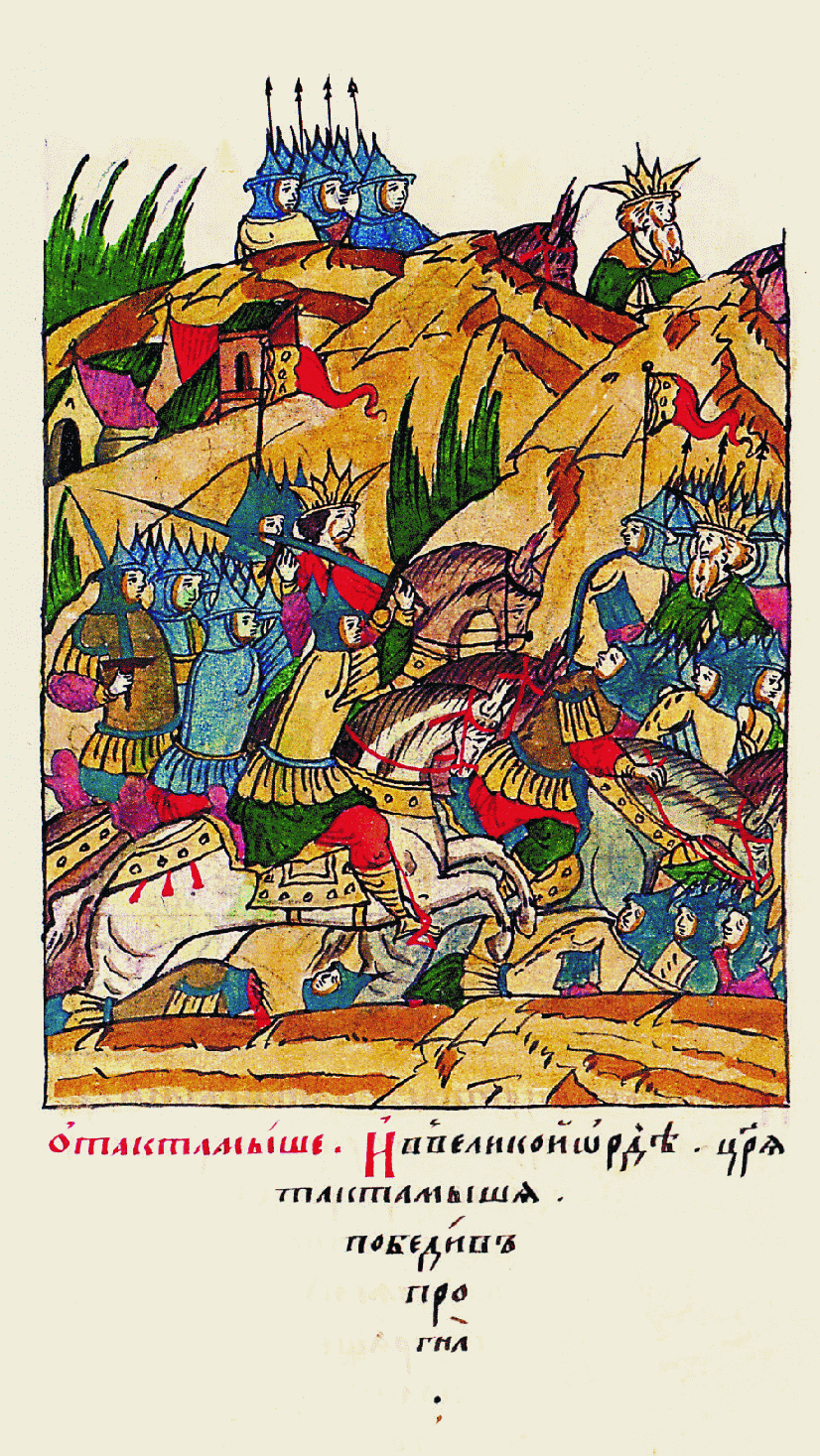
Борьба Тимура с Тохтамышем. Миниатюра Лицевого летописного свода

### Первые набеги Тохтамыша
В конце 1385 года Тохтамыш во главе 9 тумэнов (90 тыс. воинов) прошёл через Дербент и Ширван и захватил Тебриз и разграбил его. Хотя эти земли не были частью империи Тимуридов или Чагатайского улуса, тем не менее Тамерлан воспринял этот поход как вызов. В ответ Тимур завоевал Закавказье и включил его в состав своей империи.
В 1388 году Тохтамыш внезапно нанёс удар в сердце его владений: золотоордынские войска прошли Сыгнак, вошли в Мавераннахр и осадили Бухару. Воспользовавшись ситуацией, восстали старые соперники Тимура в Могулистане и Хорезме. Вернувшись осенью 1388 года в Самарканд, Тимур первым делом расправился с мятежниками. Ургенч был стёрт с лица земли, а руины засеяны ячменём. Однако когда войска были распущены по домам на зиму, Тохтамыш вновь вторгся в Мавераннахр. В ответ Тимур, отвергнув предложения советников об отступлении на юг и ожидании лета, собрал армию в Самарканде и Шахрисабзе, и двинулся на север. Армия Тимура встретила авангард Тохтамыша и отбросила его за Сырдарью, однако снежный буран сделал дальнейшие боевые действия невозможными.
Весной 1389 года Тимур был вынужден сначала подавить мятеж в Хорасане, а затем отбросить на востоке джатов, которые под руководством Хызр-ходжи попытались помочь Тохтамышу. Затем на месте рождения Тимура в долине возле Шахрисабза был собран курултай; был отдан приказ собрать все имеющиеся войска. Уважая военные дарования Тохтамыша, Тимур решил действовать наверняка и пожелал выставить армию в двести тысяч человек. К концу 1390 года армия была собрана и передвинута на север, зазимовав в Ташкенте.

### Первый поход Тимура

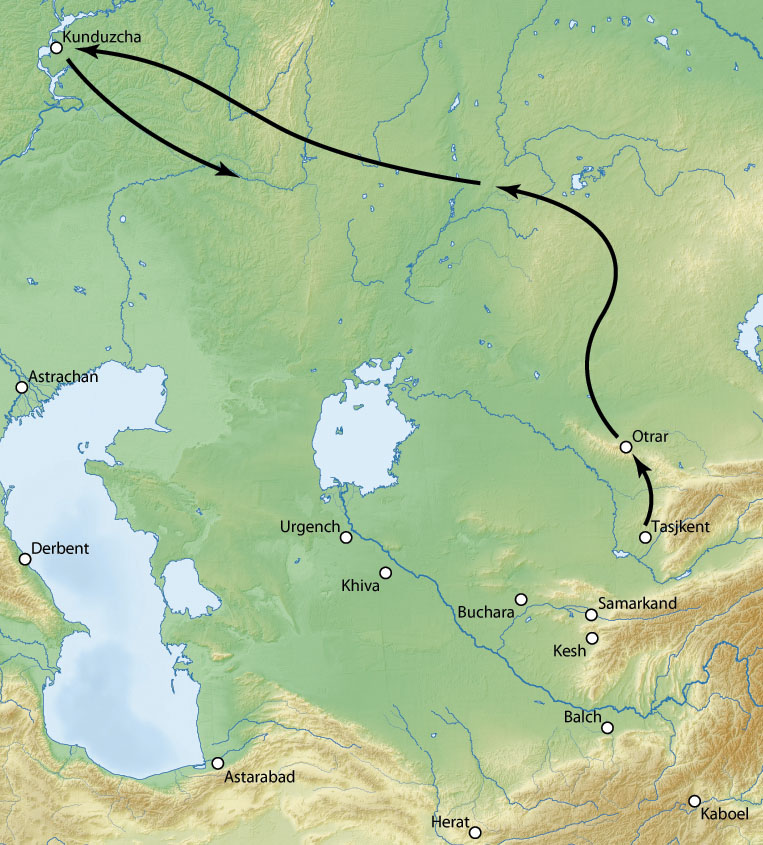
Поход 1391 года

Проанализировав ситуацию, Тимур решил нанести превентивный удар. Армия Тимура выступила в поход в январе 1391 года, в самое холодное время. Чтобы выгадать время, Тохтамыш прислал послов, но Тимур отказался от переговоров. Его армия миновала Ясы и Табран, прошла Голодную степь и к апрелю, форсировав реку Сарысу, вышла в горы Улытау, где Тимур приказал воздвигнуть "обелиск в назидание потомкам". Армия Тохтамыша, однако, ускользала от боя, а у Тимура продовольствие подходило к концу. Тогда 3 мая Тимур устроил огромную облавную охоту с участием всей своей армии. Здесь солдаты Тимура обнаружили лосей, которых монголы[уточнить] называли Хандгай, а степные жители Булан. Затем завоеватель устроил смотр своих туменов: Худайдада, Шайх Темура, Умаршайха, Султан Махмуд-хана, Сулайманшах-бека, Мирза Мухаммад Султан Бахадура, Миран-шаху Бахадура, Мухаммад Султан-шаха, амира Хаджи Сайф ад-Дина, амира Джахан-шаха Джаку и других беков.
12 мая армия Тимура достигла Тобола, а к июню увидела реку Яик. Опасаясь, что проводники могут привести его людей к засаде, Тимур решил не использовать обычные броды, а приказал переправляться вплавь в менее благоприятных местах. Неделю спустя его армия прибыла на берега реки Самара, где разведчики сообщили, что противник уже неподалёку. Однако золотоордынцы отступали на север, применяя тактику «выжженной земли»; чтобы накормить армию, Тимуру вновь пришлось устроить облавную охоту. В итоге Тохтамыш принял бой, и 18 июня состоялась битва на реке Кондурче близ Итиля. В этом сражении золотоордынцы были наголову разбиты, но Тохтамышу удалось бежать. Войско Тамерлана не стало форсировать Волгу и через Яик двинулось в обратный путь и через два месяца достигло Отрара.
К этому периоду относится ярлык хана Тохтамыша королю Ягайло, в котором он рассказывал подробности борьбы с Тимуром.

### Второй поход Тимура

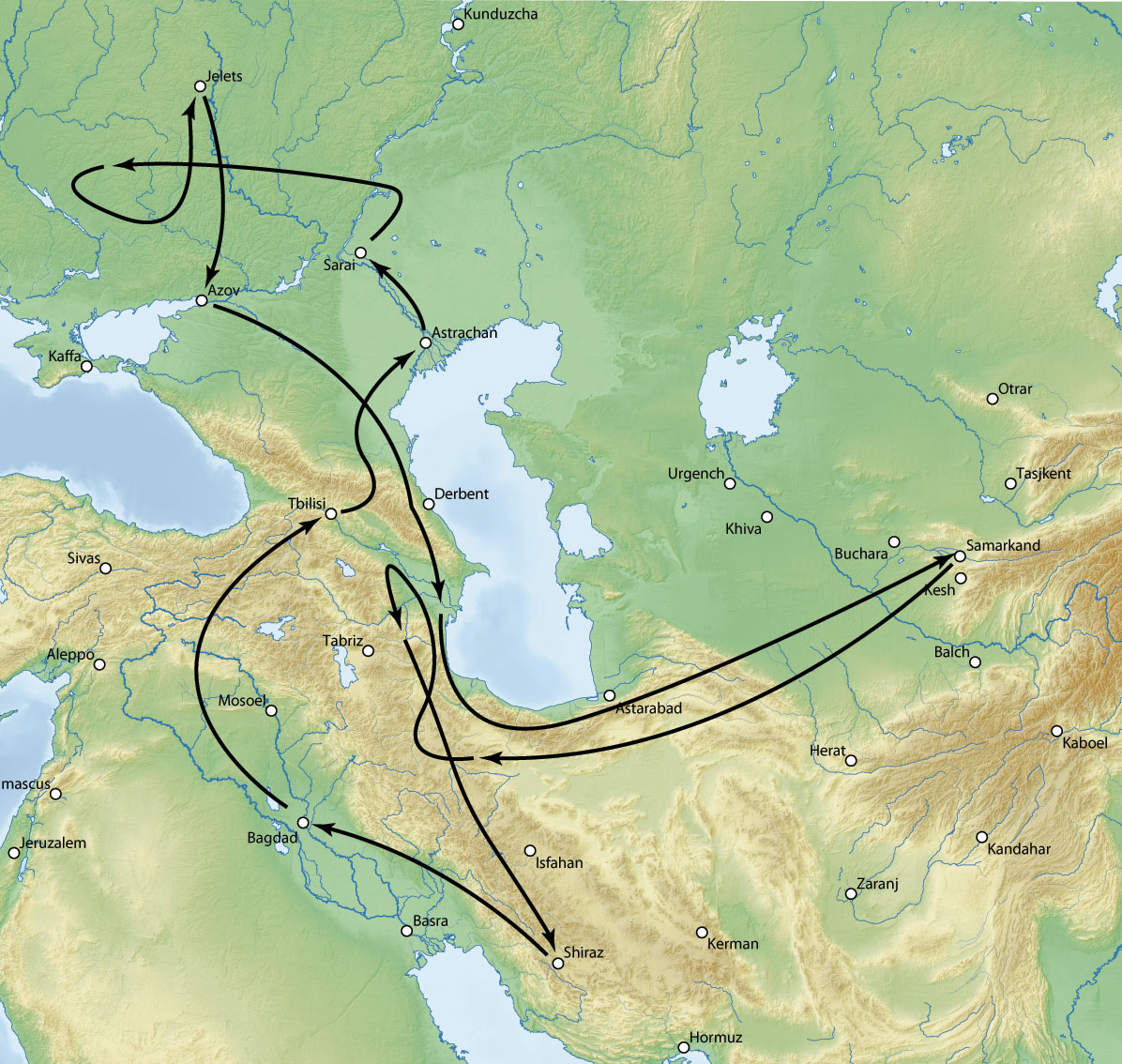
Поход Тимура 1395 года

В 1394 году Тимур узнал, что Тохтамыш снова собрал армию и заключил союз против него с султаном Египта Баркуком. Золотоордынские кипчаки хлынули на юг через Грузию и вновь принялись опустошать границы империи Тимура. Против них была отправлена армия, но ордынцы отступили на север и растворились в степях. Тимур решил, что Тохтамыша надо уничтожить раз и навсегда.
Весной 1395 года Тимур устроил смотр своему войску возле Каспийского моря. Как сообщает Язди, авангард левого фланга Тимура стоял у подножия гор Эльбурса, а правый фланг — на берегах Каспийского моря. Обогнув Каспий, Тимур пошёл сначала на запад, а потом по широкой дуге повернул на север. Армия прошла через Дербентский проход, пересекла Грузию и вышла на территорию Большой Чечни, государства Симсим, союзника Тохтамыша. Здесь, в гористой местности, Тохтамыш не мог вынудить Тимура вести утомительную многомесячную погоню, и 15 апреля 1395 года две армии сошлись на берегах реки Терек. В последовавшем сражении армия Золотой Орды была уничтожена, и страна оказалась беззащитной. Чтобы Тохтамыш не восстановился вновь, армия Тимура отправилась на север к берегам Итиля и отогнала Тохтамыша в леса Булгара. Затем войско Тамерлана двинулось на запад к Днепру, потом поднялось на север и разорило Елец, а затем спустилось на Дон, откуда через Кавказ вернулось на родину.

## Итоги и последствия

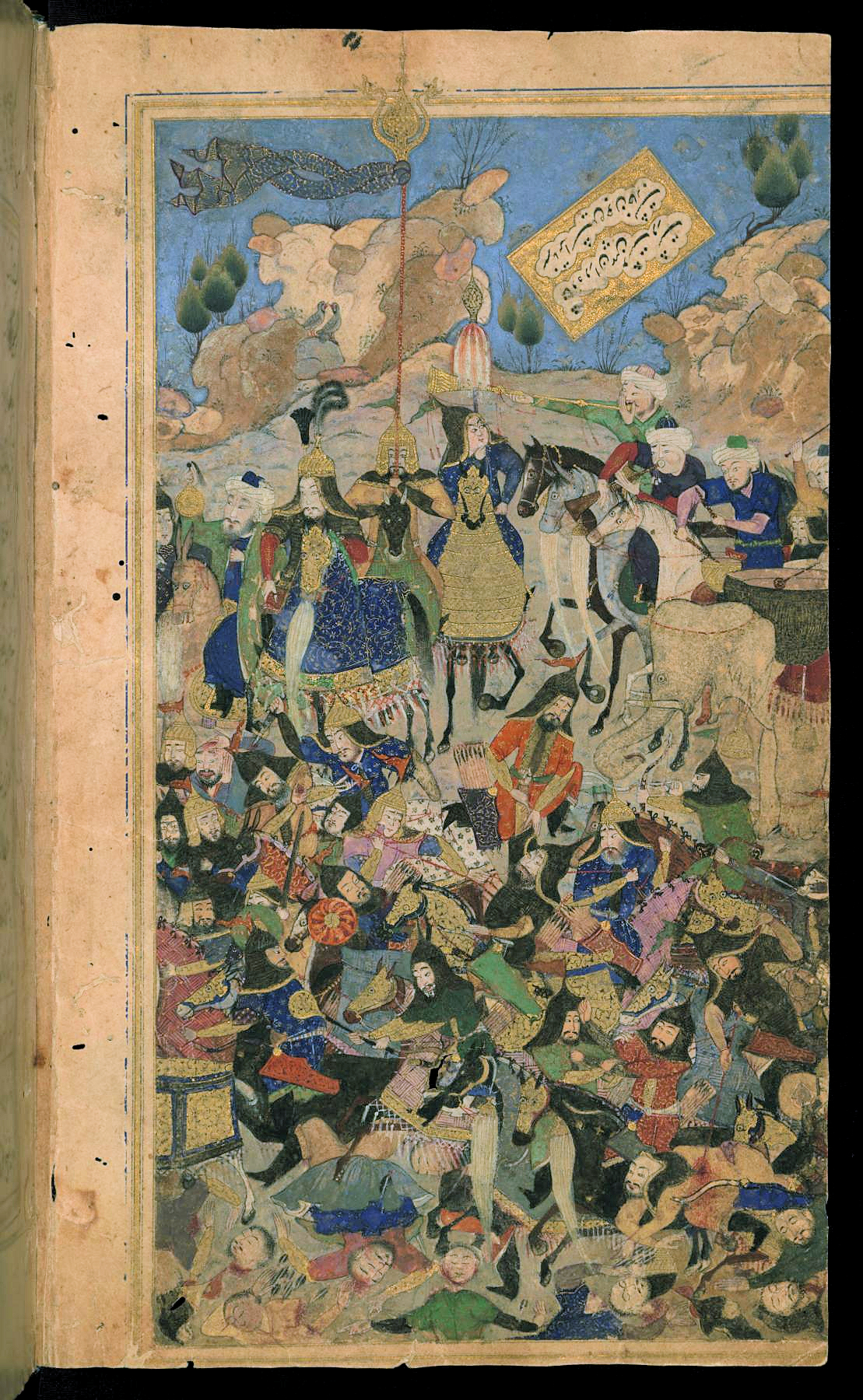
Эмир Тимур побеждает Золотую Орду и её воинов во главе с Тохтамышем

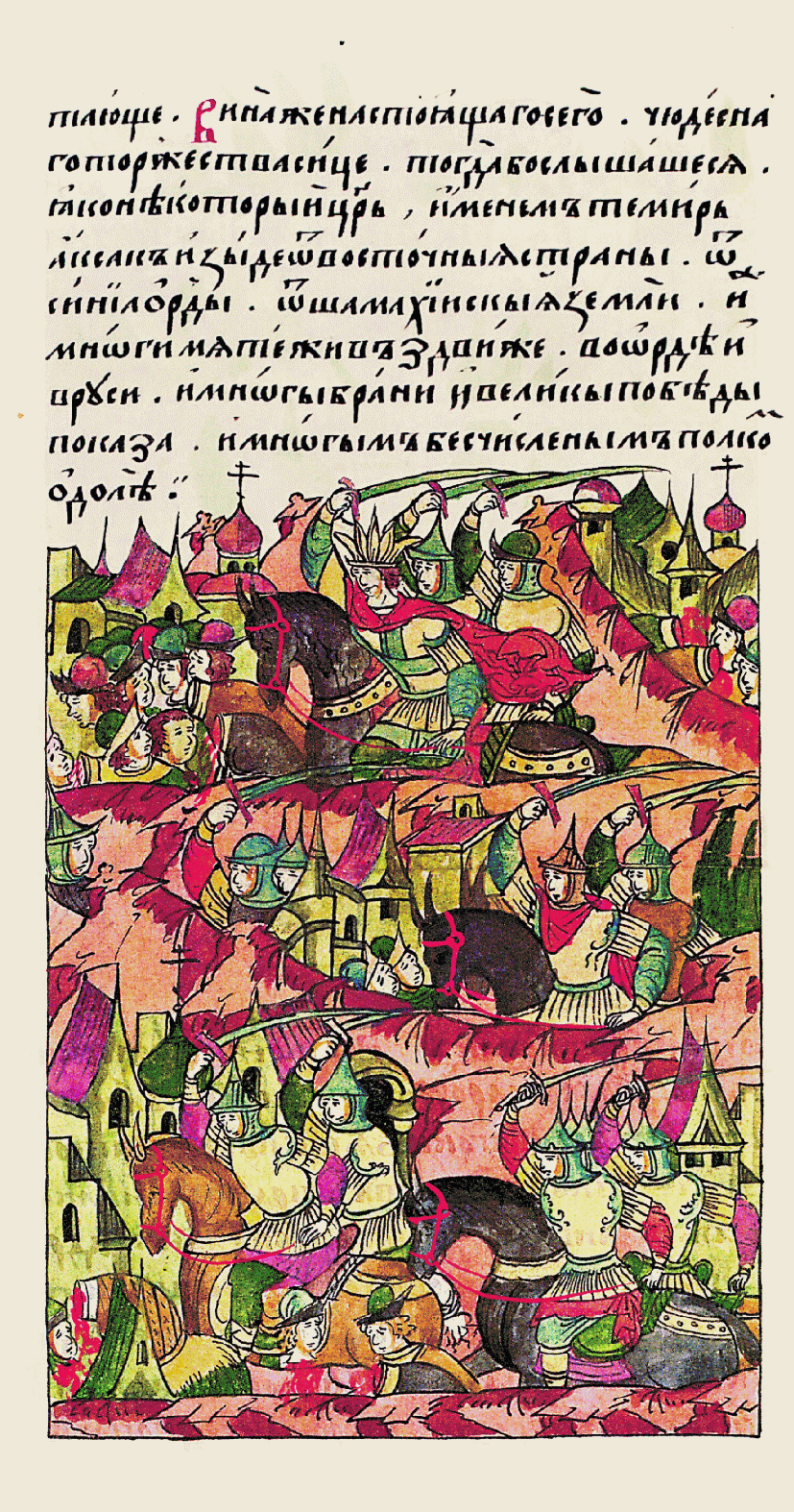
Лицевой летописный свод: «Стало известно, что некий царь по имени Темир-Аксак пришёл из восточной страны, из Синий Орды, из Шамахейской земли и начал большую смуту в Орде и на Руси, затеяв множество войн, в которых одержал победы, бесчисленные полки одолел»

После того, как Сарай и Тана были уничтожены, северная ветвь Великого шёлкового пути прекратила своё существование, перестав приносить доходы Тохтамышу. Караваны двинулись по южному маршруту через территорию Тимура, и богатство, которое ранее поступало к Тохтамышу, оседало теперь в казне Тимура. Тохтамыш остался в разорённой и нищей стране и вскоре потерял престол. В январе 1405 года Тимур принял посла Тохтамыша в Отраре и обещал вернуть ему престол Золотой Орды, однако в феврале того же года Тимур скончался. Историки сходятся во мнении, что Золотой Орде был нанесён удар, от которого она уже не смогла оправиться. Вследствие чего в начале XV века начался процесс распада Золотой Орды на ряд суверенных государств.